# Катастрофа Ил-18 под Чунским
Катастрофа Ил-18 под Чунским — крупная авиационная катастрофа, произошедшая в четверг 29 февраля 1968 года. Авиалайнер Ил-18Д авиакомпании «Аэрофлот» выполнял плановый внутренний рейс SU-15 по маршруту Москва—Красноярск—Петропавловск-Камчатский, но через 40 минут после вылета из Красноярска рухнул на землю в Чунском районе в 165 км от Братска. Из находившихся на его борту 84 человек (75 пассажиров и 9 членов экипажа) выжил 1.

## Самолёт
Ил-18Д (регистрационный номер СССР-74252, заводской 187010601, серийный 106-01) был выпущен заводом «Знамя Труда» 29 декабря 1967 года и был передан Главному управлению гражданского воздушного флота, которое 12 января 1968 года направило его в Хабаровский авиаотряд Дальневосточного управления гражданской авиации авиакомпании «Аэрофлот». Оснащён четырьмя турбовинтовыми двигателями АИ-20 производства ЗМКБ «Прогресс» имени А. Г. Ивченко. На день катастрофы совершил 89 циклов «взлёт-посадка» и налетал 328 часов.

## Экипаж
В Красноярске у рейса 015 сменился экипаж. Состав нового экипажа рейса SU-15 (198-й лётный отряд) был таким:
- Командир воздушного судна (КВС) — Евгений Андреевич Бережнов.
- Второй пилот — Владимир Георгиевич Чеботанов.
- Штурман — Венедикт Евгеньевич Дернов.
- Бортмеханик — Николай Иванович Васильев.
- Бортрадист — Иван Михайлович Пащенко.

В салоне самолёта работали 4 стюардессы:
- Любовь Семёновна Мартыненко,
- Галина Сергеевна Лобанова,
- Надежда Гавриловна Кучерявая,
- Алла Георгиевна Внукова.

## Катастрофа
Ил-18Д борт СССР-74252 выполнял рейс SU-15 из Москвы в Петропавловск-Камчатский с промежуточной посадкой в Красноярске, где произошла смена экипажа. На борту самолёта помимо 9 членов экипажа находились 75 пассажиров: 64 взрослых и 11 детей (2 из них не были зарегистрированы). Ночью в 22:03 (17:03 MSK) рейс 015 вылетел из аэропорта Красноярска и после набора высоты занял эшелон FL265 (8100 метров). Погодные условия в это время были нормальными.
В 22:37 (17:37 MSK) пилоты перешли на связь с авиадиспетчером аэропорта Братска и тот сообщил местоположение самолёта относительно аэропорта — удаление 234 километра, азимут 270° (западнее). Экипаж подтвердил получение информации и в следующую минуту доложил о прохождении траверза Тайшета, что полёт проходит на высоте 8000 метров с путевой скоростью 780 км/ч, и ожидаемое время прохождения Братска — 23:06. В ответ диспетчер дал указание доложить о пролёте Братска, пилоты подтвердили получение информации.
Неожиданно сложилась некая ситуация, потребовавшая от пилотов в 22:38:38 перевести самолёт в быстрое снижение, но в период до 22:41:28 ситуация развилась до аварийной. Снижающийся со средней вертикальной скоростью 17—56 м/сек лайнер швыряло то вниз, то вбок, а пилоты начали попытки связаться с диспетчером аэропорта Братска, наконец в 22:43:12 на высоте 3000 метров это им кратковременно удалось, но при этом сообщение было передано неразборчиво. Всего через 2 секунды после этого связь прервалась из-за формы рельефа и большого расстояния самолёта от Братска. Переданное сообщение авиадиспетчер не смог разобрать, но позже его удалось расшифровать: сначала Летим, горим, затем Полетели винты. Далее лайнер снижался с вертикальной скоростью 50-125 м/сек. Пытаясь вывести его из такого снижения, пилоты в данной аварийной ситуации непреднамеренно создали запредельные перегрузки. На высоте 1000 метров (650 метров над местностью) перевёрнутый самолёт (крен 180±40°) при скорости 890 км/ч начал разрушаться в воздухе и в 22:43:47 рухнул на землю и загорелся.
Катастрофа произошла в тайге в 13 километрах северо-западнее станции Парчум (Чунский район Иркутской области) и в 165 километрах западнее Братска. Площадь разброса обломков имела размеры 2650 на 255 метров. Также на месте катастрофы был обнаружен 1 выживший пассажир — 21-летний Василий Андриенко, солдат срочной службы; впоследствии он рассказал, что сперва полёт проходил спокойно, но затем зажглись табло «Пристегните ремни», а затем внезапно возникла значительная перегрузка. Пассажиров сперва подняло к потолку, а затем прижало к левому борту и полу (боковая перегрузка). То, что происходило дальше, он уже не помнил. Все остальные 83 человека на борту самолёта (все 9 членов экипажа и 74 пассажира) погибли.

## Расследование
Был проведён комплекс испытаний, которые показали, что единственное отклонение в работе техники — интенсивная утечка авиатоплива в полёте. Это выяснилось по автоматическому закрытию крана топливного бака № 12, после того, как тот преждевременно был опустошён в полёте. На то, что в этой авиакатастрофе имела место утечка авиатоплива, указывали такие косвенные факторы, как включённый тумблер подкачивающего насоса правой группы топливных баков и малое количество авиатоплива в правом крыле (после его удара о землю в этом районе пожар не возник). Проведённые лабораторные исследования показали, что сливной топливный кран на правом крыле был открыт. Так как на месте падения его не обследовали и не фиксировали положение, была вероятность, что выброс авиатоплива произошёл по данной причине. Так как факт утечки авиатоплива был установлен, то были основания считать, что имелись ещё какие-то неустановленные явления, которые вместе с этим привели к возникновению аварийной ситуации. Помимо этого, при обследовании левого крыла выяснилось, что интенсивный пожар в нём развился уже после разрушения самолёта в воздухе. Но факт утечки авиатоплива дал все основания считать, что пожар возник ещё в полёте и усилился на малой высоте. В этом случае действия экипажа, переведшего лайнер в быстрое снижение, объясняются обнаружением косвенных или явных признаков пожара.
Государственный научно-исследовательский институт гражданской авиации сделал заключение, согласно которому пожар возник в левом крыле ещё в полёте из-за утечки авиатоплива. К тому же, пожар происходил в зоне, не оборудованной системами пожарной сигнализации и пожаротушения, в связи с чем пилоты были вынуждены снижаться с эшелона. Но в процессе вынужденного снижения произошёл отказ в системе регулирования «Двигатель-винт» двигателя №3 (правый ближний). Это привело к тому, что появилась обратная тяга, а возникший из-за асимметрии тяги момент привёл к потере управляемости и вводу самолёта в глубокий крен. Однако это заключение позже было опровергнуто комиссией по расследованию причин катастрофы.

Выводы комиссии:

Основная причина лётного происшествия — возникновение и развитие острой аварийной ситуации в полёте на высоте 8000 метров.

Непосредственную причину установить не представляется возможным.

Наиболее вероятными причинами возникновения и развития аварийной ситуации могли быть: интенсивная потеря авиатоплива и обнаружение экипажем явных или косвенных признаков пожара.
— 